# 브렌든 에런슨
브렌든 러셀 에런슨(영어: Brenden Russell Aaronson, 2000년 10월 22일 ~ )은 미국의 축구 선수로 현재 잉글랜드 EFL 챔피언십의 리즈 유나이티드 FC와 미국 축구 국가대표팀에서 공격형 미드필더, 윙어로 활약하고 있다.